# Rana sakuraii
Espèce
Statut de conservation UICN

 LC  : Préoccupation mineure
Rana sakuraii est une espèce d'amphibiens de la famille des Ranidae.

## Répartition
Cette espèce est endémique du Japon. Elle se rencontre jusqu'à 1 000 m d'altitude dans la partie centrale de l'île de Honshū, dans les régions de Kantō, du Chūbu et du Kansai.

## Description
Rana sakuraii mesure de 38 à 45 mm pour le mâle et de 43 à 60 mm pour la femelle. Cette espèce est très proche de Rana tagoi, toutefois leurs périodes et leurs sites de reproduction sont différents ainsi que les chants de mâles.

## Étymologie
Cette espèce est nommée en l'honneur d'Atsushi Sakurai, un photographe qui l'a découverte en 1978.

## Publication originale
- Matsui & Matsui, 1990 : A new brown frog (genus Rana) from Honshu, Japan. Herpetologica, vol. 46, no 1, p. 78-85.